# ATR (航空機メーカー)
ATR (Avions de Transport Régional) は、ともに航空機メーカーであるフランスのアエロスパシアルとイタリアのアエリタリアが1982年に興したコンソーシアム（共同事業体）である。

## 解説

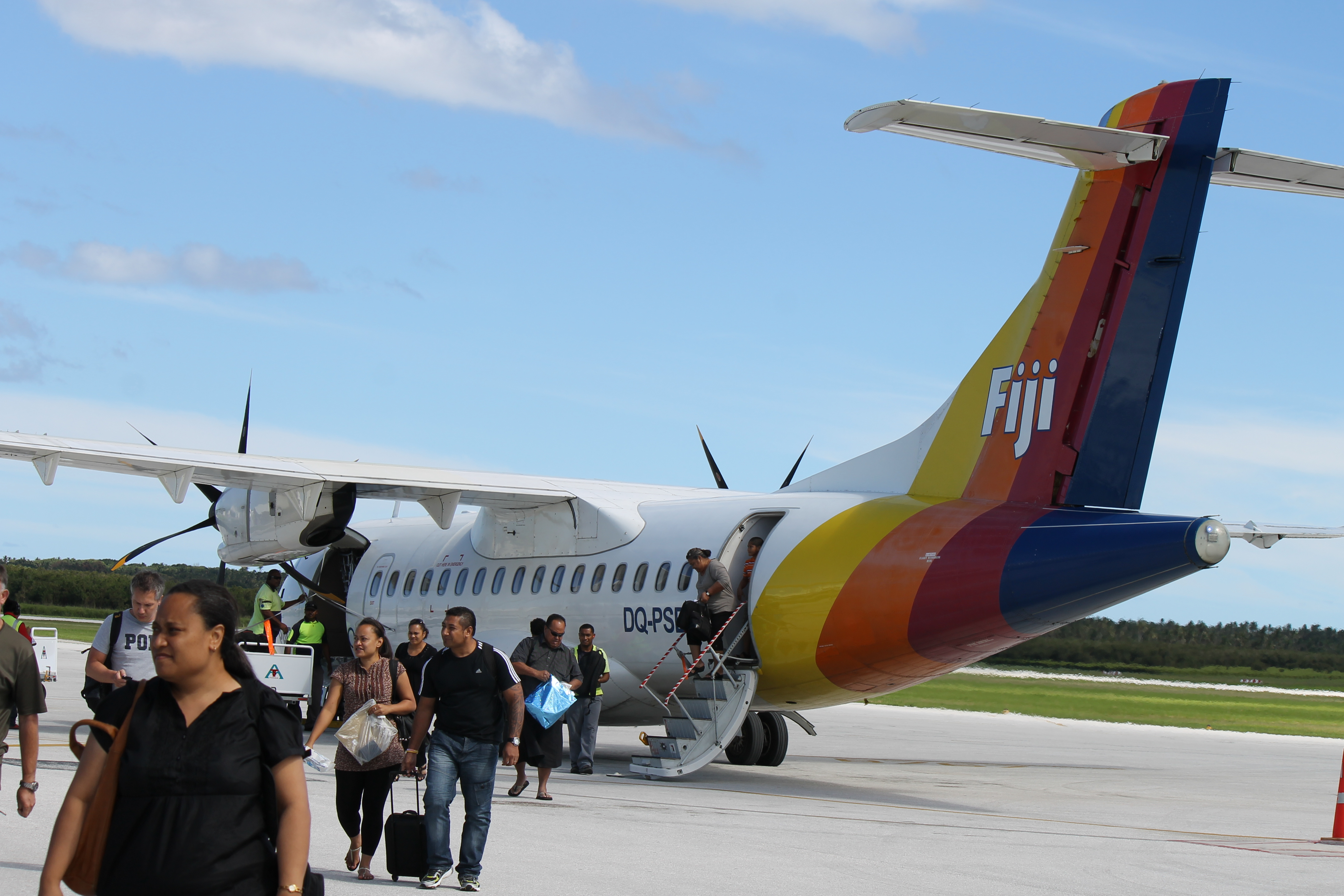
貨物機として使われるFiji LinkのATR 42

アエロスパシアルはEADSを経てエアバス・グループに、アエリタリアはアレーニア・アエロナウティカを経てレオナルド S.p.Aに合流しており、現在はエアバス・グループとレオナルドがそれぞれ半数の株式を所有する。
ラインナップはターボプロップ機のATR 42およびそのストレッチ型であるATR 72の生産に限定し、エンジンやアビオニクスの改良を繰り返すことで完成度を高めている。ターボファンエンジンを搭載する同クラスのリージョナルジェットと比べ燃費が良く、貨物機としても使えるように大型のカーゴドアを装備しているなど、短距離や採算の取れにくい地方路線向けの堅実な設計である。またグラスコックピットや炭素繊維強化炭素複合材料を取り入れるなど先進的な要素も取り入れている。一方で、2003年にターボファンエンジン搭載のリージョナルジェットを生産すると発表したが、後に計画は中止された。
競合機のボンバルディアDHC-8-Q400シリーズからの乗り換えを狙い、リージョナル航空会社や大手航空会社の近距離路線向けに売り込んでおり、カリビアン航空、 アズールブラジル航空、トランスアジア航空、LOTポーランド航空、チェコ航空、日本エアコミューター、北海道エアシステム、天草エアライン、トキエアなどが採用している。

## 機体リスト

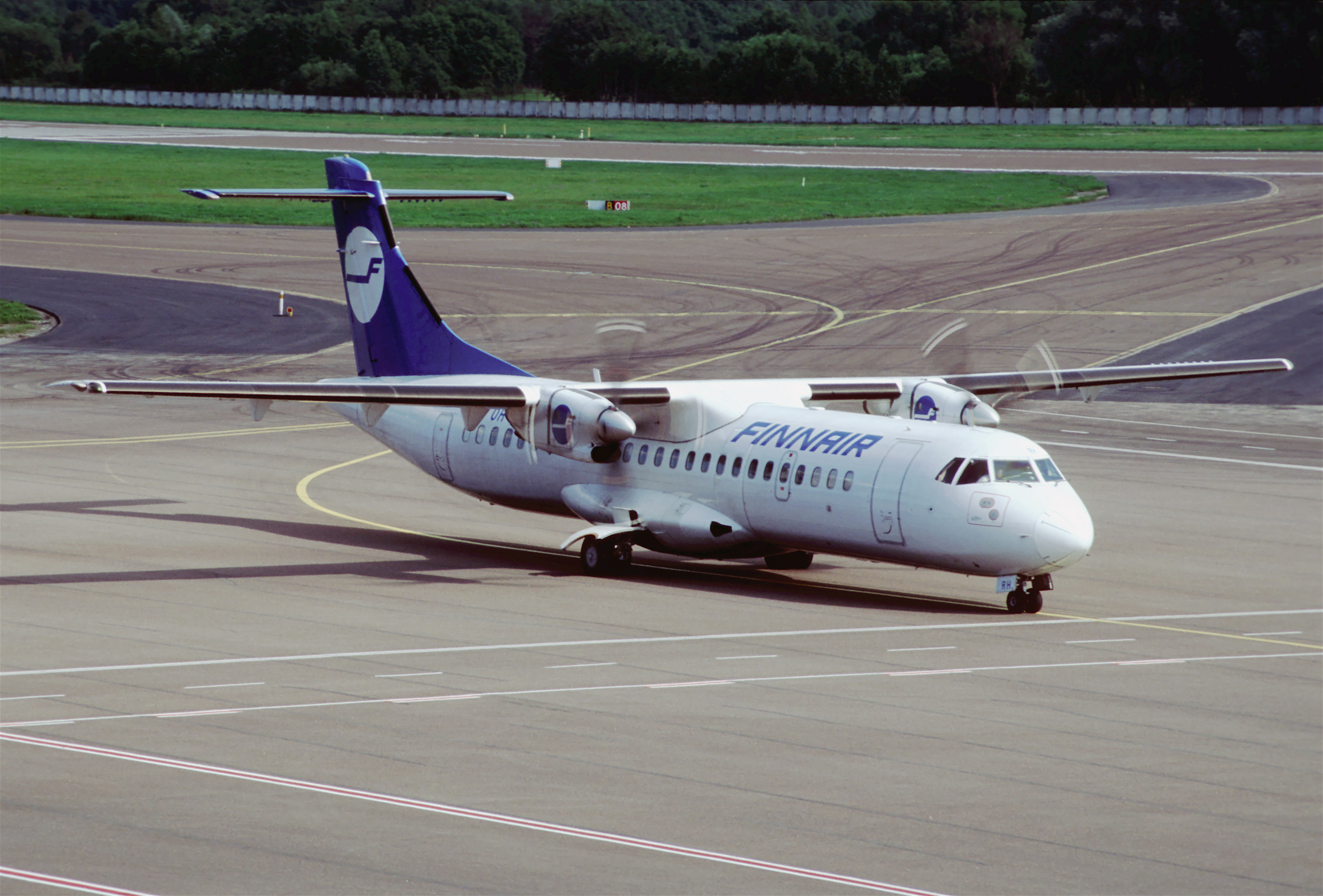
フィンランド航空のATR 72

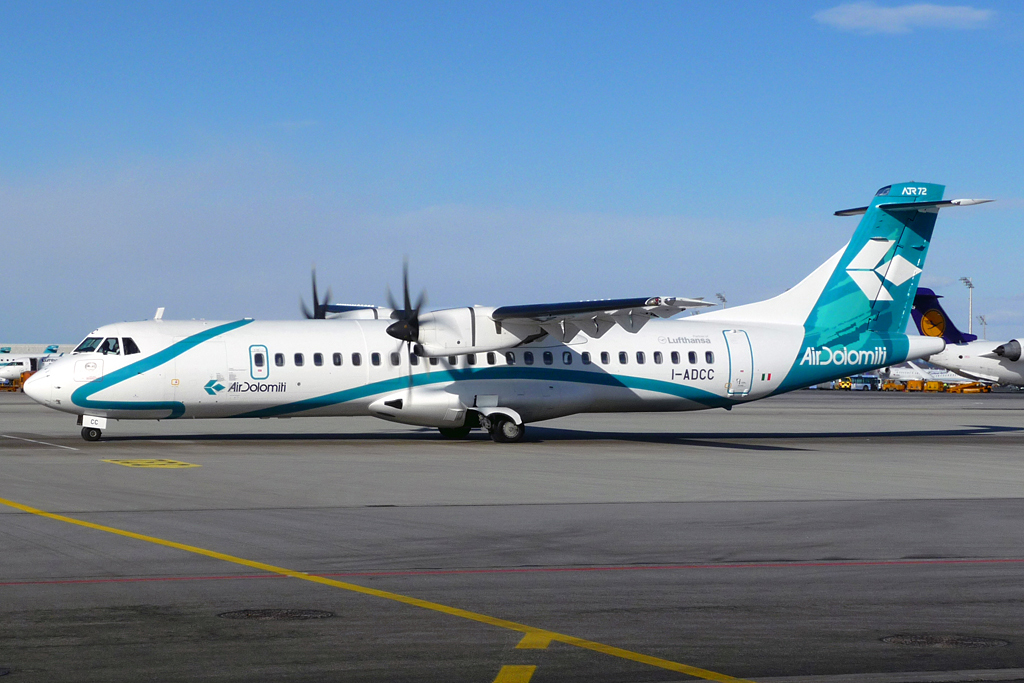
エア・ドロミティのATR 72-500

- ATR 42 - 最初の共同開発機である双発ターボプロップの近距離用旅客機。座席数は42 - 52席。1984年8月16日に初飛行。
- ATR 72 - ATR 42のストレッチ型。座席数は64 - 72席。1985年のパリ航空ショーで発表された。貨物型もある。
  - ATR 72 ASW - レオナルド S.p.Aが改造した哨戒機。

いずれも最新型は-600型である。

## 日本での動き
2007年4月にATR社副社長が日本を訪問し、日本エアコミューターや全日本空輸などの航空会社や北海道、沖縄県などの地方公共団体を訪問しATR機の商品特性について説明した。同年6月にはさらに、アレーニア・アエロナウティカの親会社であるフィンメッカニカ社の社長兼CEOも訪日し、ATR社の日本の小型旅客機市場への参入を表明した。
2012年10月10日、スターフライヤーの設立支援を受けた地域航空会社リンクが、日本で初めてATR 72-600型機を導入すると公式発表した。国土交通省はATR 72-600の型式証明を2013年10月28日付けで交付、同年11月に初号機が納入される予定だったが、リンクがその前に自己破産したため、受領には至らなかった。
一方天草エアラインでは、使用していたデ・ハビランド・カナダ DHC-8-Q100型機が2014年ごろに整備費が大幅に増加する時期を迎えるため、機材更新の検討に入り、新機材の候補としてATR 42を挙げた。2014年7月22日、天草エアラインはノルディック・アビエーション・キャピタル社との間でATR 42-600のリース契約を締結し、2015年8月に引き渡された。これにより、天草エアラインが日本で初めてATR機を運航する航空会社となった。
2015年6月15日、日本エアコミューターが、2017年の運航開始を目指してATR42-600の導入を決定し、確定8機、オプション1機の購入契約を締結。2017年4月26日から運航開始した。
2018年7月18日、北海道エアシステムがATR 42-600 3機（確定2機、オプション1機）の発注に関する覚書を締結。2020年4月12日から運航開始した。
2021年12月、オリエンタルエアブリッジが、保有していた2機のDHC-8-Q200をATR 42-600で更新する方針を明らかにした。2022年7月に初号機、2023年6月に2号機をそれぞれ受領し、ともに2023年から運航開始した。
2021年9月29日、トキエアがATR 72-600 2機のリース契約を締結した。2022年10月に初号機、2023年1月に2号機をそれぞれ受領し、2024年から運航開始した。またこれに加えて、2024年12月にはATR 42-600 1機を受領している。
このほか、2026年の営業運航開始を目指すジェイキャスエアウェイズがATR 72-600の導入を決定し、2024年11月にリース契約を締結。2025年10月に受領の予定である。